# Simon Camboulas
Pour les articles homonymes, voir Camboulas (homonymie).
Simon Camboulas, né le 2 juillet 1760 à Saint-Geniez-d'Olt, mort le 19 janvier 1840 à Riom, est un homme politique français, député à la Convention nationale.

## Biographie
Neveu de l’abbé Raynal qui l’appelle auprès de lui à Paris, Camboulas parcourt, sous le couvert d'une mission diplomatique secrète, l’Europe entière (Angleterre, Saxe-Gotha, Prusse, Suisse) en compagnie de son oncle en quête de nouveaux éléments à ajouter à l’Histoire des deux Indes.
La monarchie constitutionnelle mise en place par la constitution du 3 septembre 1791 prend fin à l'issue de la journée du 10 août 1792 : les bataillons de fédérés bretons et marseillais et les insurgés des faubourgs de Paris prennent le palais des Tuileries. Louis XVI est suspendu et incarcéré avec sa famille à la tour du Temple.
En septembre 1792, Simon Camboulas est élu député du département de l'Aveyron, le cinquième sur neuf, à la Convention nationale.
Il siège sur les bancs de la Gironde selon les historiens Claude Perroud et Mortimer Ternaux. Lors du procès de Louis XVI, il vote la mort, et rejette l'appel au peuple et le sursis à l'exécution. En avril 1793, il ne participe pas au scrutin sur la mise en accusation de Jean-Paul Marat. En mai, il ne participe pas non plus au scrutin sur le rétablissement de la Commission des Douze. Après les journées du 31 mai et du 2 juin, il critique la commune insurrectionnelle de Paris et demande un rapport du Comité de Salut public sur l'arrestation des vingt-deux députés girondins. Il n'est pas compris dans les décrets d'accusation et d'arrestation du 3 octobre 1793 rendu par Jean-Pierre-André Amar. Du fait même qu'entre mai et octobre 1793, il n'ait jamais été inquiété, n'ait jamis figuré dans une liste montagnarde de proscription comme ce fut le cas de 137 conventionnels dits brissotins, en 1975 Jacqueline Chaumié ne l'a pas classé dans le groupe girondin . 
Sous le Directoire, Simon Camboulas est élu député au Conseil des Cinq-Cents. Il en sort le 20 mai 1797 pour ne plus reparaitre ensuite sur la scène politique.

## Sources
1. ↑  Claveau, Louis, Ducom, André Jean (1861-1923), Lataste, Lodoïs (1842-1923) et Pionnier, Constant (1857-1924), « Archives parlementaires de 1787 à 1860, Première série, tome 52, Liste des députés par départements » , sur https://gallica.bnf.fr, 1897 (consulté le 1er novembre 2024)
2. ↑  Perroud, Claude (1839-1919), « La proscription des Girondins (1793-1795) » , sur https://gallica.bnf.fr, 1917 (consulté le 1er novembre 2024)
3. ↑  Ternaux, Mortimer (1808-1871), « Histoire de la Terreur 1792-1794. Tome septième » , sur https://gallica.bnf.fr, 1869 (consulté le 1er novembre 2024)
4. ↑  Froullé, Jacques-François (≃1734-1794) et Levigneur, Thomas (≃1747-1794), « Liste comparative des cinq appels nominaux. Faits dans les séances des 15, 16, 17, 18 et 19 janvier 1793, sur le procès et le jugement de Louis XVI [...] » , sur https://gallica.bnf.fr, 1793 (consulté le 1er novembre 2024)
5. ↑  Claveau, Louis, Ducom, André Jean (1861-1923), Lataste, Lodoïs (1842-1923) et Pionnier, Constant (1857-1924), « Archives parlementaires de 1787 à 1860, Première série, tome 62, séance du 13 avril 1793 » , sur https://gallica.bnf.fr, 1902 (consulté le 1er novembre 2024)
6. ↑  Claveau, Louis, Ducom, André Jean (1861-1923), Lataste, Lodoïs (1842-1923) et Pionnier, Constant (1857-1924), « Archives parlementaires de 1787 à 1860, Première série, tome 65, séance du 28 mai 1793 » , sur https://gallica.bnf.fr, 1904 (consulté le 1er novembre 2024)
7. ↑  Claveau, Louis, Ducom, André Jean (1861-1923), Lataste, Lodoïs (1842-1923) et Pionnier, Constant (1857-1924), « Archives parlementaires de 1787 à 1860, Première série, tome 66, séance du 10 juin 1793 » , sur https://gallica.bnf.fr, 1904 (consulté le 1er novembre 2024)
8. ↑   colloque girondins-montagnards Albert Soboul (dir) 1980

- « Simon Camboulas », dans Adolphe Robert et Gaston Cougny, Dictionnaire des parlementaires français, Edgar Bourloton, 1889-1891 [détail de l’édition]
- Étienne Psaume, Biographie moderne, ou galerie historique, civile, militaire, politique, littéraire, judiciaire, vol. 1, Paris, A. Eymery, 1816, p. 225.
- Marc de Vissac, Les Révolutionnaires du Rouergue : Simon Camboulas, Riom, Édouard Girerd, 1893.